# Morocco Royal Tour
Le Morocco Royal Tour est un circuit de concours de saut d'obstacles organisé au Maroc chaque année depuis 2010 au mois d'octobre, successivement, à Tétouan, Rabat et El Jadida, à l'occasion du salon du cheval. Originellement classé concours 3 étoiles (3*), il obtient le classement 4 étoiles en 2018.

## Histoire
Le Morocco Royal Tour est créé en 2010 sur instruction de Sa Majesté le roi du Maroc Mohammed VI, son organisation étant confiée conjointement à la Fédération royale marocaine des sports équestres, à l'Association du Salon du Cheval d'El Jadida, et à la Garde royale marocaine,.
Originellement classé au niveau 3 étoiles (3*), ce circuit monte au niveau 4 étoiles en 2018,. Cette même année, il compte 14 prix.

## Description
Le Morocco Royal Tour est un circuit de compétitions de saut d'obstacles organisées successivement trois week-ends au mois d'octobre, dans trois villes marocaines : Tétouan, Rabat et El Jadida,. Sa dotation globale, en 2018, était de 707 000 euros. Il comporte une étape de la Coupe des nations de saut d'obstacles depuis 2015.
L'étape de Tétouan se déroule sur la carrière Hippica.

## Résultats

### 2018
- Prix de la Garde Royale (Tétouan, 1,40 m) : Abdelkebir Ouaddar et Istanbull V.H Ooievaarshof[8].
- Prix de la Place d'Armes Tétouan-Chefchaouen (Tétouan, 1,30 m) : Amine Lyazidi et Abie de la Motte[9].
- Prix des Forces Armées Royales (Tétouan, 1,35 m) : Nicolas Deseuzes et Ulloa du Trèfle[10]
- Prix de la Société royale d'encouragement du cheval (Rabat) : Abdelkebir Ouaddar et Vilkano de Fetan[5]

## Rayonnement
En 2018, le Morocco Royal Tour attire des cavaliers internationaux de renom issus de 18 pays différents, tels que les Français Philippe Rozier et Simon Delestre, les Suisses Pius Schwizer et Alain Jufer, et le Belge Jérôme Guéry,. Le cavalier vedette de ce tour est cependant le Marocain Abdelkebir Ouaddar,. Parmi le calendrier compétitif de saut d'obstacles, le Morocco Royal Tour fait partie, d'après le magazine L'Éperon, des « beaux rendez-vous d'automne ».
D'après Philippe Rozier, le principal point fort de cette compétition relève de l'esprit d'accueil des organisateurs marocains, doublé d'une qualité technique, notamment en matière de sols, de choix des chefs de piste, d'écuries, et de respect du bien-être du cheval.
L'édition de 2018, passée au niveau 4*, a battu les records d'inscription des précédentes,.